# X-Moto
X-Moto es un juego de plataformas/motocross en 2D  libre y de  código abierto programado para GNU/Linux, FreeBSD, Mac OS X y Microsoft Windows, donde la física toma un papel importante en el juego. Es un clon del juego Elasto Mania lanzado en el año 2000, aunque la física es bastante diferente entre ambos. El proyecto empezó en el 2005.

## Juego
En el X-moto, el jugador elige un nivel y tendrá que conseguir recolectar todas las fresas. Se deben conseguir todas las fresas antes de finalizar el nivel, el cual terminará tocando una flor. Para conseguirlo, tendremos obstáculos y objetos eliminatorios los cuales no se podrán tocar; en casi todos los niveles no hay objetos móviles(solo los niveles que tienen scripts o los nuevos niveles de físicas añadidas los tendrán). incluso puede llegar a cambiarse en algunos niveles. El conductor (de la moto) solo resultará herido(pérdida de la partida) cuando su cabeza toque el suelo, objetos o las ruedas o su cabeza toquen un objeto el cual no se puede tocar (wrecker). Si esto pasa perdemos la partida o nivel y tendremos que empezar. También es posible guardar una repetición y ver también al jugador que se pasó la partida anteriormente mientras jugamos (ghost driver).
El juego es extensible con niveles creados por los usuarios, los cuales podemos descargar automáticamente. Estos niveles son creados usando Inkscape y la extensión Inksmoto.

## Gráficos, sonido y simulación física
Los gráficos son simples. El juego es completamente en 2D, pero usa aceleración gráfica 3D por hardware mediante OpenGL para un redering más rápido. El sonido es escaso en el juego ya que solo hay sonidos e¡al perder/ganar el nivel, al coger una fresa o la canción única que tiene el menú principal, aunque los niveles pueden tener su propio sonido. 
El juego utiliza Open Dynamics Engine (ODE) para la simulación física. Los objetos móviles, gravedad variable y demás funciones son creadas mediante scripts creados en Lua. A partir de la versión 0.5.0, se ha agregado la integración de niveles compatibles con la biblioteca Chipmunk habilitando  multi-cuerpos dinámicos en los niveles.

## Valoración
X-Moto ha obtenido buena nota en muchas evaluaciones, sus gráficos no son destacables, aunque no son importantes en este tipo de juego, pero la jugabilidad y diversión que proporciona este juego hace que la gente disfrute y lo valore bien.
| - Free Software Directory: 3/5 - Download.com: 5/5 - Softonic: 7.82/10 | - The Linux Game Tome: 5/5 - Uptodown: 3.7/5 |